# 天城高原ゴルフコース
天城高原ゴルフコース（あまぎこうげんゴルフコース）は、静岡県伊豆市にあるゴルフ場である。

## 概要
「天城高原ゴルフコース」は、静岡県の伊豆半島に広がる天城山は連山の総称で、万三郎岳、万二郎岳、遠笠山などの休火山で構成される富士箱根伊豆国立公園内に広がるゴルフ場である。伊東駅から天城高原ゴルフ場行の天城東急リゾートシャトルバスで約50分の終点で降りると、天城縦走路の登山口にゴルフ場がある。
天城高原ゴルフコースは、静岡県伊豆市冷川から伊東市池にかけての地域に「東急リゾーツ&ステイ株式会社」によって開発された東急天城高原別荘地内に、1965年（昭和40年）8月22日、新たなゴルフ場が建設され、「伊豆観光開発株式会社」によって運営されている。
ゴルフ場は、原生林に囲まれた海抜1,050mの天城高原に展開し、アウトコースは谷越えや打ち下ろしなどの変化に富み、インコースと比較してやさしい造りで、インコースは殆どのコースは原生林に囲まれているため、打ち込んでしまうと脱出するのが容易ではなく、難しいコースレイアウトとなっている。
2009年（平成21年）8月11日、駿河湾を震源とするマグニチュード6.5の地震でゴルフ場に被害が発生した。最大震度6弱を記録した伊豆半島に伊東市にある10コースで、2コースで被害があった。地震の被害は比較的軽微だったが、当日は台風9号が県の南海上を通過したことから、地震と台風のダブルパンチで予約客のキャンセルが続出した。天城高原ゴルフコースは、地震と台風の被害はなかったが、落雷により停電して電話が不通の状態になったが営業は続けた。

## 所在地
〒410-2513 静岡県伊豆市菅引638-83

## コース情報
- 開場日 - 1965年8月22日
- 設計者 - 井上 誠一
- 面積 - 1,320,000m2（約39.9万坪）
- コースタイプ - 丘陵コース
- コース - 18ホールズ、パー72、ヤード、コースレート72.3
- フェアウェー - 洋芝
- ラフ - 野芝
- グリーン - 1グリーン、ペンクロスベント
- ハザード - バンカー29、池が絡むホール1
- ラウンドスタイル - キャディ付き又はセルフの選択制、5人乗り電磁誘導（GPSナビゲーションシステム装備）
- 練習場 - 13打席200ヤード
- 休場日 - 有り、1月上旬～3月上旬[1][4]

## クラブ情報
- ハウス面積 - 2,475m2（748.6坪）
- ハウス設計 - 内藤 正洋
- ハウス施工 - 佐藤秀工務店[1][4]

## ギャラリー
- コース - [5]
- ハウス - [6]

## 交通アクセス
- 鉄道 - 伊東線（JR東日本） - 伊東駅より クラブバス利用 約40分[7]
- 道路 - 伊豆スカイライン - 天城高原ICより 8Km 約10分[7]

## 関連文献
- 『ゴルフ場ガイド 版』、2006-2007、「天城高原ゴルフコース」、東京 ゴルフダイジェスト社、2006年5月